# Bartholomäus Aberer
Bartholomäus „Bartle“ Aberer (* 26. August 1719 in Schwarzenberg; † 16. Oktober 1782 ebenda) war Ochsenwirt, Geldverleiher, Rat und Landammann in Vorarlberg.

## Leben
Bartle Aberer entstammte einer Bauernfamilie aus dem Bregenzerwald. Seine Eltern waren Nikolaus Melchior Aberer (1683–1741, ermordet), welcher ebenfalls wie sein Sohn später Landammann war, und Margarethe Feurstein (1679–1754). Er war ab 1746 mit Margarethe Meusburger (1726–1784) verheiratet und hatte sieben Kinder.
Sein Grabstein wird seit 2007 im Depot des Angelika-Kauffmann-Museums verwahrt.

## Wirken
Ab 1750 wurde Bartle Aberer als erster Rat (Senatore) von Schwarzenberg bezeichnet, ab 1762 Bürgermeister von Schwarzenberg. 1758 wurde Bartle Aberer von Angelika Kauffmann porträtiert. 1768 wurde er als Landammann und Landschreiber vorgeschlagen, aber nicht gewählt.
Zwei Jahre später wurde er gemeinsam mit dem neu gewählten Landammann Johann Fink zur ständischen Beratung der Hofkommission nach Bregenz gesandt. 
1773 wurde er zum Landammann gewählt und wollte nach vier Jahren eigentlich nicht mehr wiedergewählt werden, weil das Amt nicht finanziell attraktiv war. Er wurde wiedergewählt und hatte zumindest nominell den Titel bis 1780 inne. 
In seiner Position als Landammann fällte er die letzten beiden Todesurteile im Bregenzerwald. Anfang 1778 und Mitte 1779 folgten die letzten Vollstreckungen. 
Ab 1750 bis zu seinem Tode war er als Geldverleiher tätig und konnte so den Wert von ca. 1000 Kühen aufbauen. 1754 sind verschiedene Grundstückskäufe in Schwarzenberg dokumentiert. Ebenso führte er die Gaststätte seines Vaters fort.
Ab 1774 unterstützte er das Kloster in Bezau, wo sein Bruder Pater war.